# Emma Morano
Emma Martina Luigia Morano (29. listopadu 1899, Civiasco, Itálie – 15. dubna 2017) byla po smrti Američanky Susannah Mushatt 4. května 2016 nejstarším člověkem a zároveň jedním z posledních tří známých lidí, kteří se narodili v devatenáctém století. Narodila se 29. listopadu 1899 v italském Civiascu, v regionu Piemont. Byla zároveň druhý nejstarší evropský člověk. Do své smrti žila sama, byla celkem v dobré kondici.